# Liste der nordamerikanischen Siegernationen bei FIFA- und CONCACAF-Turnieren
Die Liste der nordamerikanischen Siegernationen bei FIFA- und CONCACAF-Turnieren führt alle nordamerikanischen Nationen auf, deren National- bzw. Auswahlmannschaften mindestens einmal eines der internationalen Fußballturniere von FIFA und CONCACAF gewonnen haben. Die Sortierung in der Liste richtet sich als erstes danach, wie viele Turniere insgesamt gewonnen wurden. Ist diese Anzahl gleich, richtet sich die weitere Rangfolge nach der Titelzahl der einzelnen Turniere, begonnen beim bedeutendsten Turnier, der Weltmeisterschaft.

## Siegernationen Männer
Bisher konnten 9 nordamerikanische Fußballverbände mindestens einen Titel bei offiziellen Turnieren der FIFA oder CONCACAF gewinnen.
| Nationalverband | Gesamt | Seniorenturniere | Seniorenturniere | Seniorenturniere       | Seniorenturniere  | Seniorenturniere |         | Juniorenturniere | Juniorenturniere            | Juniorenturniere               | Juniorenturniere            | Juniorenturniere |
| Nationalverband | Gesamt | WM               | Olympia          | Konföderationen- Pokal | CONCACAF Gold Cup | Nations League   | U-20-WM | U-16/17-WM       | CONCACAF Meisterschaft U-20 | CONCACAF Meisterschaft U-16/17 | CONCACAF Meisterschaft U-15 |                  |
| Mexiko          | 41     |                  | 1                | 1                      | 13                |                  |         | 2                | 14                          | 9                              | 1                           |                  |
| USA             | 16     |                  |                  |                        | 7                 | 2                |         |                  | 3                           | 3                              | 1                           |                  |
| Costa Rica      | 6      |                  |                  |                        | 3                 |                  |         |                  | 2                           | 1                              |                             |                  |
| Kanada          | 4      |                  |                  |                        | 2                 |                  |         |                  | 2                           |                                |                             |                  |
| Honduras        | 4      |                  |                  |                        | 1                 |                  |         |                  | 2                           |                                | 1                           |                  |
| Guatemala       | 1      |                  |                  |                        | 1                 |                  |         |                  |                             |                                |                             |                  |
| Haiti           | 1      |                  |                  |                        | 1                 |                  |         |                  |                             |                                |                             |                  |
| El Salvador     | 1      |                  |                  |                        |                   |                  |         |                  | 1                           |                                |                             |                  |
| Kuba            | 1      |                  |                  |                        |                   |                  |         |                  |                             | 1                              |                             |                  |

1 Die Siege wurden nicht durch die A-Nationalmannschaft errungen.

## Siegernationen Frauen
Bisher konnten 3 nordamerikanische Fußballverbände mindestens einen Titel bei offiziellen Turnieren der FIFA oder CONCACAF gewinnen.
| Nationalverband                                                       | Gesamt | Seniorenturniere | Seniorenturniere | Seniorenturniere        | Seniorenturniere    |         | Juniorenturniere | Juniorenturniere            | Juniorenturniere            | Juniorenturniere            | Juniorenturniere |
| Nationalverband                                                       | Gesamt | Olympia          | WM               | CONCACAF W Championship | CONCACAF W Gold Cup | U-20-WM | U-17-WM          | CONCACAF Meisterschaft U-20 | CONCACAF Meisterschaft U-17 | CONCACAF Meisterschaft U-15 |                  |
| USA                                                                   | 39     | 5                | 4                | 9                       | 1                   | 3       |                  | 7                           | 6                           | 4                           |                  |
| Kanada                                                                | 7      | 1                |                  | 2                       |                     |         |                  | 2                           | 1                           | 1                           |                  |
| Mexiko                                                                | 3      |                  |                  |                         |                     |         |                  | 2                           | 1                           |                             |                  |
| Verbände, die alle möglichen Titel im Seniorenbereich gewonnen haben. |        |                  |                  |                         |                     |         |                  |                             |                             |                             |                  |